# Park Ridge (Nova Jersey)
Park Ridge és una població dels Estats Units a l'estat de Nova Jersey. Segons el cens del 2008 tenia 8.917 habitants.

## Demografia
Segons el cens del 2000, Park Ridge tenia 8.708 habitants, 3.161 habitatges, i 2.389 famílies. La densitat de població era de 1.293,1 habitants/km².
Dels 3.161 habitatges en un 33,3% hi vivien nens de menys de 18 anys, en un 65,9% hi vivien parelles casades, en un 7,5% dones solteres, i en un 24,4% no eren unitats familiars. En el 21,3% dels habitatges hi vivien persones soles el 8,2% de les quals corresponia a persones de 65 anys o més que vivien soles. El nombre mitjà de persones vivint en cada habitatge era de 2,67 i el nombre mitjà de persones que vivien en cada família era de 3,12.
Per edats la població es repartia de la següent manera: un 23,5% tenia menys de 18 anys, un 5,6% entre 18 i 24, un 28,6% entre 25 i 44, un 26,2% de 45 a 60 i un 16,2% 65 anys o més.
L'edat mediana era de 41 anys. Per cada 100 dones de 18 o més anys hi havia 90,4 homes.
La renda mediana per habitatge era de 86.632 $ i la renda mediana per família de 97.294 $. Els homes tenien una renda mediana de 71.042 $ mentre que les dones 40.714 $. La renda per capita de la població era de 40.351 $. Aproximadament l'1,2% de les famílies i el 3,1% de la població estaven per davall del llindar de pobresa.

## Poblacions més properes
El següent diagrama mostra les poblacions més properes.